# 基山ドライビングスクール
基山ドライビングスクール（きやま - ）は、西九州自動車株式会社が運営する佐賀県三養基郡基山町にある自動車教習所。

## 取得免許
- 普通自動車
- 普通自動二輪車・大型自動二輪車

## 教習車種
- マツダ教習車・AT教習車
- トヨタ・カローラアクシオ・MT教習車 5MT

## 所在地
- 佐賀県三養基郡基山町小倉1700番地

## 送迎バス
- 春日方面【予約】
- 朝倉街道･筑前方面
- 小郡･小郡西 方面
- 二日市･大宰府方面
- 基山･観世音寺方面
- 鳥栖･鳥栖西 方面
- 目達原【予約】